# Schachturnier zu Sankt Petersburg 1914

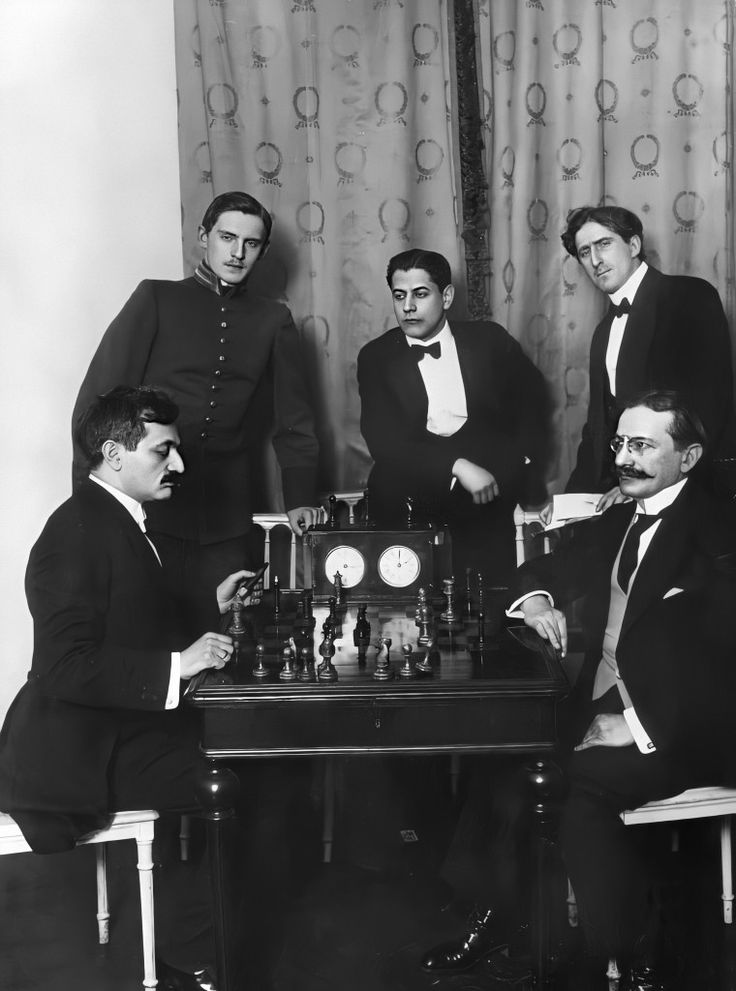
Die Teilnehmer der Siegergruppe des Turniers (v. l. n. r.): Lasker (sitzend), Aljechin, Capablanca, Marshall (stehend) und Tarrasch (sitzend)

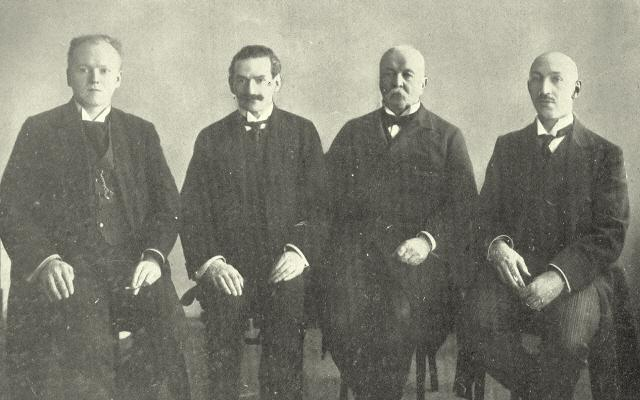
Das Organisationskomitee: Pjotr Petrowitsch Saburow, Yuliy Ossipowitsch Sossnizkij, Pjotr Alexandrowitsch Saburow, und Boris Jewgenjewitsch Maljutin (v. l. n. r.)

Das Schachturnier zu Sankt Petersburg 1914 gilt als eines der bedeutendsten internationalen Schachturniere überhaupt. Es wurde nach teilweise spektakulärem Verlauf vom amtierenden Weltmeister Emanuel Lasker gewonnen. Inoffiziellen Statistiken zufolge handelte es sich bei dieser Veranstaltung um das bis dato fünftstärkst besetzte Turnier; bis heute (Stand: Juli 2019) belegt es in der Rangfolge Platz 13.

## Umstände
Es wurde anlässlich des zehnjährigen Bestehens des St. Petersburger Schachvereins organisiert und zwischen dem 8. Apriljul. / 21. Aprilgreg. und dem 9. Maijul. / 22. Maigreg. in dessen Räumlichkeiten ausgespielt. Präsident des vierköpfigen Organisationskomitees war Pjotr Petrowitsch Saburow.
Außer dem Sieger des all-russischen Meisterturnieres 1913/1914 (da dieses in einem toten Rennen zwischen Alexander Aljechin und Aaron Niemzowitsch endete, wurden beide Spieler zugelassen) wurden nur Spieler eingeladen, die mindestens ein internationales Meisterturnier gewonnen hatten. Von den eingeladenen Spielern sagten Amos Burn, Richard Teichmann, Szymon Winawer, Oldřich Duras, Géza Maróczy, Miksa Weiß und Carl Schlechter ab.
Letztendlich nahmen elf hochkarätige Spieler teil, neben Aljechin und Niemzowitsch waren dies Emanuel Lasker, Siegbert Tarrasch (beide Deutsches Kaiserreich), Dawid Janowski (Frankreich), Frank Marshall (Vereinigte Staaten), José Raúl Capablanca (Kuba), Ossip Bernstein, Akiba Rubinstein (beide Russisches Kaiserreich), Joseph Henry Blackburne und Isidor Gunsberg (beide Vereinigtes Königreich).
Das Zulassungskriterium wurde von Georg Marco in der Wiener Schachzeitung kritisiert; er wies darauf hin, dass einerseits Spieler zugelassen wurden, die ihren Zenit schon Jahre zuvor überschritten (so hatten Blackburne und Gunsberg ihre größten Erfolge in den 1880er Jahren), während andererseits anerkannte Meister wie Rudolf Spielmann und Savielly Tartakower ausgeschlossen blieben.
Die Teilnehmerkonstellation ist rückblickend betrachtet insofern bemerkenswert, als mit Lasker, Capablanca und Aljechin drei amtierende beziehungsweise zukünftige Weltmeister und mit Gunsberg, Tarrasch, Marshall und Janowski vier ehemalige Weltmeisterschaftsherausforderer vertreten waren. Lasker hatte den Titel seit 1894 inne und ihn seitdem fünf Mal verteidigt. Seit Ende 1910 hatte er jedoch kein internationales Turnier mehr bestritten und zudem 1911 eine Herausforderung durch Capablanca abgelehnt. Aus diesem Grunde wurde das Aufeinandertreffen in Sankt Petersburg im Jahr 1914 auch als inoffizielle Weltmeisterschaft angesehen.
Gespielt wurde jeweils in den Nachmittags- und Abendstunden. Die Teilnehmer hatten zwei Stunden Bedenkzeit für die ersten 30 Züge, 90 Minuten für die nächsten 22 und eine Stunde pro 15 Züge für die restliche Partie. Remisschlüsse vor dem 45. Zug waren (abgesehen von Pattstellungen und dreifachen Stellungswiederholungen) nicht gestattet. Alle erhielten großzügige Aufwandsentschädigungen und Lasker darüber hinaus 4.500 Rubel Antrittsprämie. Sein Rivale und Landsmann, der ebenfalls antretende Siegbert Tarrasch, schrieb nach Abschluss des Wettkampfes in das Turnierbuch, dass dieser Betrag angesichts der von Lasker gezeigten Leistung nicht zu hoch gewesen sei. Die Zuschauereinnahmen beliefen sich auf rund 6.000 Rubel, eine für damalige Verhältnisse rekordverdächtige Summe.

## Verlauf
Den Auftakt zum zweigeteilten Turnier bildete ein klassisches Rundenturnier (offiziell als allgemeines Turnier bezeichnet), in dem jeder Spieler einmal gegen jeden anderen antrat. Capablanca zeigte dabei Schach auf allerhöchstem Niveau und führte das Endklassement deutlich an. Die fünf Bestplatzierten qualifizierten sich für die zweite Runde. Hierbei sorgte insbesondere das frühe Ausscheiden von Akiba Rubinstein, der nur den 7. Rang erreichte, für Aufsehen. Zum Abschluss der Vorrunde versammelte sich die Sankt Petersburger Prominenz zu einem festlichen Bankett, bei dem Sergei Prokofjew einen Klaviervortrag gab.
|    | Spieler                 | 1 | 2 | 3 | 4 | 5 | 6 | 7 | 8 | 9 | 10 | 11 | Punkte |
| -- | ----------------------- | - | - | - | - | - | - | - | - | - | -- | -- | ------ |
| 1  | José Raúl Capablanca    |   | ½ | ½ | 1 | ½ | 1 | ½ | 1 | 1 | 1  | 1  | 8      |
| 2  | Emanuel Lasker          | ½ |   | ½ | ½ | ½ | 0 | 1 | ½ | 1 | 1  | 1  | 6½     |
| 3  | Siegbert Tarrasch       | ½ | ½ |   | ½ | ½ | 1 | ½ | 1 | 1 | 0  | 1  | 6½     |
| 4  | Alexander Aljechin      | 0 | ½ | ½ |   | 1 | ½ | 1 | ½ | ½ | ½  | 1  | 6      |
| 5  | Frank Marshall          | ½ | ½ | ½ | 0 |   | 1 | ½ | ½ | 1 | 1  | ½  | 6      |
| 6  | Ossip Bernstein         | 0 | 1 | 0 | ½ | 0 |   | ½ | ½ | ½ | 1  | 1  | 5      |
| 7  | Akiba Rubinstein        | ½ | 0 | ½ | 0 | ½ | ½ |   | ½ | ½ | 1  | 1  | 5      |
| 8  | Aaron Nimzowitsch       | 0 | ½ | 0 | ½ | ½ | ½ | ½ |   | 0 | ½  | 1  | 4      |
| 9  | Joseph Henry Blackburne | 0 | 0 | 0 | ½ | 0 | ½ | ½ | 1 |   | 0  | 1  | 3½     |
| 10 | Dawid Janowski          | 0 | 0 | 1 | ½ | 0 | 0 | 0 | ½ | 1 |    | ½  | 3½     |
| 11 | Isidor Gunsberg         | 0 | 0 | 0 | 0 | ½ | 0 | 0 | 0 | 0 | ½  |    | 1      |

|   | a | b | c | d | e | f | g | h |   |
| 8 |   |   |   |   |   |   |   |   | 8 |
| 7 |   |   |   |   |   |   |   |   | 7 |
| 6 |   |   |   |   |   |   |   |   | 6 |
| 5 |   |   |   |   |   |   |   |   | 5 |
| 4 |   |   |   |   |   |   |   |   | 4 |
| 3 |   |   |   |   |   |   |   |   | 3 |
| 2 |   |   |   |   |   |   |   |   | 2 |
| 1 |   |   |   |   |   |   |   |   | 1 |
|   | a | b | c | d | e | f | g | h |   |

Stellung nach 7. Sxd4, zweite Finalpartie Lasker–Capablanca
Im zweiten Teil des Turnieres (offiziell als Siegergruppe bezeichnet) traten dann die fünf bestplatzierten Spieler nochmals doppelrundig gegeneinander an – das heißt, dass jeder zwei Partien gegen jeden der vier anderen spielte. Die zuvor erzielten Punkte wurden übernommen, daher galt der 25-jährige Capablanca als klarer Favorit. Tatsächlich konnte sich dank sehr energischen Spieles aber der 20 Jahre ältere Lasker durchsetzen. In der ersten Hälfte des Finals konnte dieser nur mit Mühe eine Niederlage gegen Capablanca abwehren und ein Remis erreichen. Ein Sieg des Kubaners zu diesem Zeitpunkt hätte das Turnier bereits so gut wie entschieden. Lasker holte im weiteren Verlauf einen halben Punkt auf; zwischenzeitlich führte Capablanca mit elf vor Lasker mit zehn, Aljechin mit 8½, Marshall mit sieben und Tarrasch mit 6½ Punkten.
In der insgesamt 18. Runde gewann der Deutsche mit Weiß die zweite – mittlerweile berühmt gewordene – Partie gegen Capablanca mit einer Abtauschvariante der Spanischen Partie, indem er im sechsten Zug einen Damentausch vollzog (1. e4 e5 2. Sf3 Sc6 3. Lb5 a6 4. Lxc6 dxc6 5. d4 exd4 6. Dxd4 Dxd4 7. Sxd4) und ihn dann im Endspiel besiegte. Luděk Pachman merkte an, dass Laskers Eröffnungswahl ein Geniestreich gewesen sei, da der Kubaner bestrebt war, das Spiel mit dem Ziel eines Remis einfach zu halten. Schwarz wurde nun aber gezwungen, aktiv zu spielen, um seinen Vorteil aus dem Läuferpaar zu verwerten und Weiß den Vorteil aus dessen besserer Bauernstruktur zu nehmen. Capablanca vermied jedoch weiterhin bewusst Komplikationen und spielte zu passiv, so dass Lasker ihn schlagen konnte.
In der folgenden Partie verlor der sichtbar aufgewühlte Capablanca mit Weiß gegen Tarrasch. Dies ermöglichte Lasker, ihn in der Rangliste zu überholen und schließlich mit einem halben Punkt Vorsprung das Turnier für sich zu entscheiden. Der Weltmeister hatte im Doppelrundenturnier mit Blick auf die Konkurrenz außergewöhnlich hoch einzuschätzende sieben Punkte aus acht Partien geholt (+6 =2 −0), war ohne Niederlage geblieben und hatte seinen Status als weltbester Spieler allen Kritikern zum Trotz eindrucksvoll untermauert.
|   | Spieler              | 1   | 2   | 3   | 4   | 5   | Punkte | Preisgeld in R |
| - | -------------------- | --- | --- | --- | --- | --- | ------ | -------------- |
| 1 | Emanuel Lasker       |     | ½ 1 | 1 1 | 1 ½ | 1 1 | 13½    | 1200           |
| 2 | José Raúl Capablanca | ½ 0 |     | ½ 1 | 1 0 | 1 1 | 13     | 800            |
| 3 | Alexander Aljechin   | 0 0 | ½ 0 |     | 1 1 | 1 ½ | 10     | 500            |
| 4 | Siegbert Tarrasch    | 0 ½ | 0 1 | 0 0 |     | 0 ½ | 8½     | 300            |
| 5 | Frank Marshall       | 0 0 | 0 0 | 0 ½ | 1 ½ |     | 8      | 250            |

Zusätzlich zu den normalen Preisgeldern wurden von dem aus Amos Burn, Eugène Znosko-Borovsky und S.J. Pollner bestehenden Schiedsgericht drei Schönheitspreise an die folgenden Spieler vergeben:
| Preisträger             | Summe in R | Grund                       | Bemerkung     |
| ----------------------- | ---------- | --------------------------- | ------------- |
| José Raúl Capablanca    | 125        | Sieg über Ossip Bernstein   |               |
| Siegbert Tarrasch       | 75         | Sieg über Aaron Nimzowitsch |               |
| Joseph Henry Blackburne | 50         | Sieg über Aaron Nimzowitsch | Spezial-Preis |

Des Weiteren war ein Preis in Höhe von 100 Rubel für das beste Ergebnis gegen die Preisträger ausgesetzt worden, der zu gleichen Teilen zwischen Akiba Rubinstein, Dawid Janowski, Aaron Nimzowitsch und Ossip Bernstein geteilt wurde.

## Folgen und weiteres Geschehen
Vor und noch während des Sankt Petersburger Turnieres wurde weithin davon ausgegangen, dass der teilnehmende Akiba Rubinstein als einer der weltweit stärksten Spieler und potentieller Anwärter auf den Weltmeistertitel bald eine Herausforderung an Lasker stellen würde. Nach seinen enttäuschenden Leistungen in der ersten Runde scheiterten jedoch Verhandlungen über ein Weltmeisterschafts-Match.
Stattdessen blieb Emanuel Lasker ohne weitere Verteidigung noch gut sieben Jahre Weltmeister, ehe er im Wettstreit mit José Raúl Capablanca 1921 nach enttäuschenden Leistungen aufgab und der Titel an den Kubaner überging. 1927 verlor Capablanca die Weltmeisterschaft gegen den mittlerweile in Frankreich eingebürgerten Alexander Aljechin. Dieser hielt sich mit einer zweijährigen Unterbrechung (1935–1937, Max Euwe) bis zu seinem Tod 1946 – der das Interregnum zur Folge hatte – an der Spitze der internationalen Schachwelt.

## Rezeption in der Belletristik
Die fiktive Handlung des Romans Zugzwang des nordirischen Schriftsteller Ronan Bennett spielt im Frühjahr des Jahres 1914 in Sankt Petersburg vor dem Hintergrund des Schachturniers. Im Mittelpunkt des 2006 zunächst als Fortsetzungsroman in der britischen Wochenzeitung The Observer erschienenen Kriminalromans steht die fiktive Person des Psychoanalytikers Otto Spethmann, der den Akiba Rubinstein nachempfundenen, in ein Komplott verstrickten Schachmeister Awrom Rozental behandelt. In einer  Schlüsselszene des Romans kommt eine Partie aus der Vorrunde des Turniers zwischen Emanuel Lasker und Akiba Rubinstein (im Roman Awrom Rozental) vor, in deren Endspiel das für den Roman namensgebende Motiv des Zugzwangs zum Tragen kommt.